# NGC 176
NGC 176 (ook wel  ESO 29-SC2) is een open sterrenhoop in de Kleine Magelhaense Wolk in het sterrenbeeld Toekan.
NGC 176 werd op 12 augustus 1834 ontdekt door de Britse astronoom John Herschel.